# Kayea
Kayea es un género de plantas perteneciente a la familia Calophyllaceae. Comprende 49 especies descritas y de estas, solo 2 aceptadas.

## Taxonomía
El género fue descrito por Nathaniel Wallich y publicado en Plantae Asiaticae Rariores 3: 4. 1831. La especie tipo es: Kayea floribunda Wall. 
Etimología
Kayea: nombre genérico que recibió su nombre en honor de Robert Kaye Greville.

## Especies aceptadas
A continuación se brinda un listado de las especies del género Kayea aceptadas hasta octubre de 2013, ordenadas alfabéticamente. Para cada una se indica el nombre binomial seguido del autor, abreviado según las convenciones y usos.
- Kayea coriacea (P.F. Stevens) P.F. Stevens
- Kayea paniculata (Blanco) Merr.